# Xiaomi 14
Серия смартфонов Xiaomi 14 — это линейка мобильных устройств, выпускаемых компанией Xiaomi. Включает модели Xiaomi 14, Xiaomi 14 pro и Xiaomi 14 ultra. Были представлены 26 октября 2023 года и 22 февраля 2024 года.

### Xiaomi 14
В Xiaomi 14 установлен 6,36-дюймовый AMOLED-дисплей с разрешением 1200 x 2670 пикселей, с частотой обновления до 120 Герц и с пиковой яркостью 3000 кд/м². Вся линейка Xiaomi 14 оснащена системой на кристалле Snapdragon 8 Gen 3. Все три камеры на 50 мегапикселей, с диафрагмой F1,6 на основном модуле, F2,2 на широкоугольном объективе и F2,4 на телекамере. Xiaomi 14 можно купить в комплектации начиная от 8 ГБ ОЗУ и 256 ГБ ПЗУ, и заканчивая 16 ГБ ОЗУ и 1 ТБ ПЗУ. Работают все три смартфона на операционной системе Android с оболочкой HyperOS

#### Xiaomi 14 Pro
В Xiaomi 14 Pro установлен 6,73-дюймовый AMOLED-дисплей с разрешением 1440 x 3220 пикселей, с поддержкой от 1 до 120 Герц и с пиковой яркостью 3000 кд/м². Все три камеры на 50 мегапикселей, с диафрагмой F1,6 на основном модуле, заканчивая F2,2 на широкоугольном объективе.

#### Xiaomi 14 Ultra
В Xiaomi 14 Ultra установлен 6,73-дюймовый AMOLED-дисплей с разрешением 1440 x 3200 пикселей, с поддержкой от 1 до 120 Герц и с пиковой яркостью 3000 кд/м². На основном объективе есть сменная диафрагма от f/1,6 до f/4,0. все 4 модуля оснащены 50 мегапикселями.
| Модель          | Дисплей | Чип                         | Батарея                                      | Камеры | Коммуникации                        |
| --------------- | --- | --------------------------- | -------------------------------------------- | --- | ----------------------------------- |
| xiaomi 14       | 6.36 дюйма;LTPO amoled; разрешение 1200 x 2670 QHD; герцовка 1-120; яркость 3000 кд/м²; стекло Corning Gorilla Victus;  | Qualcomm Snapdragon 8 Gen 3 | 4610 (Li-Ion)                                | Основная камера: 50 мегапикселей, диафрагма f/1.6, размер пикселя 1.20 pm; Широкоугольная камера: 50 мегапикселей, диафрагма f/2.2, размер пикселя 1.22 pm; Телеобъектив: 50 мегапикселей, диафрагма f/2.4, размер пикселя 0.64 pm;                                                                                        | Wi-Fi 7; bluetooth 5.4; GPS, A-GPS; |
| xiaomi 14 pro   | 6.73 дюйма;LTPO amoled; разрешение 1440 x 3200 WQHD+; герцовка 1-120; яркость 3000 кд/м²; стекло xiaomi Longjing Dlass; | Qualcomm Snapdragon 8 Gen 3 | 4880 mAh (Li-Ion)                            | Основная камера: 50 мегапикселей, диафрагма f/1.6, размер пикселя 1.20 pm; Широкоугольная камера: 50 мегапикселей, диафрагма f/2.2, размер пикселя 1.22 pm; Телеобъектив: 50 мегапикселей, диафрагма f/2.4, размер пикселя 0.64 pm;                                                                                        | Wi-Fi 7; bluetooth 5.4; GPS, A-GPS; |
| xiaomi 14 ultra | 6.73 дюйма;LTPO amoled; разрешение 1440 x 3120 WQHD+; герцовка 1-120; яркость 3000 кд/м²; стекло Corning Gorilla Armor; | Qualcomm Snapdragon 8 Gen 3 | 5300 для глобальной версии 5000 mAh (Li-Ion) | Основная камера: 50 мегапикселей, диафрагма f/1.63-4.0, размер пикселя 1.60 pm; Широкоугольная + макро объектив: 50 мегапикселей, диафрагма f/1.8, размер пикселя 0.62 pm; Телеобъектив: 50 мегапикселей; диафрагма f/1.8, размер пикселя 0.64 pm; Телеобъектив; 50 мегапикселей, диафрагма f/2.5, размер пикселя 0.64 pm; | Wi-Fi 7; bluetooth 5.4; GPS, A-GPS; |